# Жакуле
Жакуле су насељено мјесто града Врбовског, у Горском котару, у Приморско-горанској жупанији, Република Хрватска.

## Географија
Жакуле се налазе око 8,5 км сјеверозападно од Врбовског.

## Становништво
Према попису становништва из 2011. године, насеље Жакуле је имало 24 становника.
| Националност       | 1991. | 1981. | 1971. | 1961. |
| Срби               | 58    | 67    | 64    | 55    |
| Хрвати             | 12    | 14    | 9     | 10    |
| Југословени        | 12    | 21    |       |       |
| остали и непознато | 1     | 1     | 3     |       |
| Укупно             | 83    | 103   | 76    | 65    |

| Демографија | Демографија | Демографија |
| Година      | Становника  | Становника  |
| ----------- | ----------- | ----------- |
| 1961.       | 65          |             |
| 1971.       | 76          |             |
| 1981.       | 103         |             |
| 1991.       | 83          |             |
| 2001.       | 28          |             |
| 2011.       |             | 24          |